# Orujo
L'orujo è una bevanda alcolica tipica della Spagna ottenuta distillando bucce d'uva. In Spagna il termine si usa anche in modo generico per indicare un qualsiasi tipo di acquavite.

## Etimologia
Il termine orujo deriva dal latino classico involucrum, "involucro". Nel latino tardivo la parola ha perso la prima sillaba, convertendosi in volucrum poi diventato orujo. Il dizionario della Reale Accademia Spagnola dà come prima accezione di orujo "buccia dell'uva privata di tutta la sua sostanza dopo la spremitura" e "residuo dell'oliva tritata e pressata da cui si estrae olio di qualità inferiore". 
La brisa, secondo lo stesso dizionario, è uno specifico tipo di orujo ottenuto dall'uva. Un'altra parola spagnola sinonimo è casca ("buccia") definito dal dizionario della RAE "buccia dell'uva dopo la spremitura".
In portoghese e in galiziano la parola usata è bagaceira o bagazo, che proviene da bago, che significa chicco d'uva, proveniente a sua volta dal latino baca, che in spagnolo è diventato baya. Il termine serve per designare sia l'acquavite, sia la vinaccia usata per la produzione. In Galizia l'orujo è noto come aguardente o caña anche se in realtà aguardente è un termine generico che si usa anche per liquori diversi dall'orujo. 
In catalano si dice oruxo.

## Tipi di orujo
Quando si parla di orujo come bevanda, si intende il distillato ottenuto dalla sansa o dalla buccia dell'uva, indipendentemente che sia fresca o fermentata, insilata o non insilata. Alcune distillerie realizzano anche il distillato di bucce con il vino, in cui, nell'alambicco, oltre al vino devono esserci le bucce. In questo si differenzia l'acquavite di vinacce da quella di vino chiamata da cui si ottiene il brandy. Nel caso del brandy, nel liquido che si distilla non sono presenti questi residui solidi chiamati "orujos". Quando si distillano unicamente le bucce d'uva in corrente di vapore, l'alcol che si ottiene dopo questo processo è chiamato acquavite di vinacce, base di tutti i liquori di orujo che si elaborano dopo per macerazioni o miscele con altri tipi di prodotti. Questa è la differenza essenziale tra l'acquavite di vino e quella di vinacce.
La bevanda chiamata orujo non è l'acquavite risultante dalla distillazione del vino ottenuto pestando fortemente l'uva, bensì l'acquavite risultante dalla distillazione delle bucce dell'uva.

### Orujo di qualità inferiore
L'orujo de piqueta si ottiene distillando vino comune di qualità ordinaria, colloquialmente detto piqueta e definito dalla normativa spagnola come il prodotto ottenuto "tramite fermentazione di residui freschi di uva macerati in acqua e per impoverimento con acqua di residui di uva fermentata". Per ottenere l'orujo de piqueta vanno aggiunte vinacce in fase di distillazione.
L'orujo si può ottenere anche distillando il fondo residuo dei vini, denominato in spagnolo vinaza, da non confondere con vinazas (che invece indica il residuo liquido a basso contenuto alcolico risultante da qualsiasi tipo di distillato)anche in questo caso aggiungendo vinacce nella bolitura.
La legge spagnola permette di vendere tali distillati, che sono caratterizzati da una percentuale di alcol metilico più elevata: il regolamento comunitario 110/2008 stabilisce per l'orujo generico un contenuto massimo di alcol metilico pari a 1000 g/hl di alcol a 100 volumi mentre per l'orujo di vino è ammesso un contenuto massimo di alcol metilico pari a 200 g/hl di alcool a 100 volumi. Va notato anche che l'orujo ottenuto con la prima frazione del mosto contiene una quantità molto bassa di alcol metilico.

## Altri tipi di orujo
Oltre all'orujo di vino, che si presenta di colore trasparente, esistono altre varianti: orujo de hierbas (orujo di erbe), orujo all'anice, orujo alle ciliegie tra gli altri, solitamente realizzati a partire da un orujo di alta qualità e, pertanto, con pochi resti di vinacce. L'orujo, come la vodka, è molto usato anche come base alcolica per liquori casalinghi di cui esistono molte ricette.
Spiccano tra gli orujo composti quelli a base di erbe, come il Kalper catalano, o il Zarate galiziano.
Il menzionato regolamento comunitario spagnolo 110/2008 stabilisce comunque che la denominazione di vendita orujo è riservata alle bevande ottenute con le bucce dell'uva. I distillati ottenuti con gli altri residui devono essere commercializzati come "acquavite di residui di frutta".

## Produzione

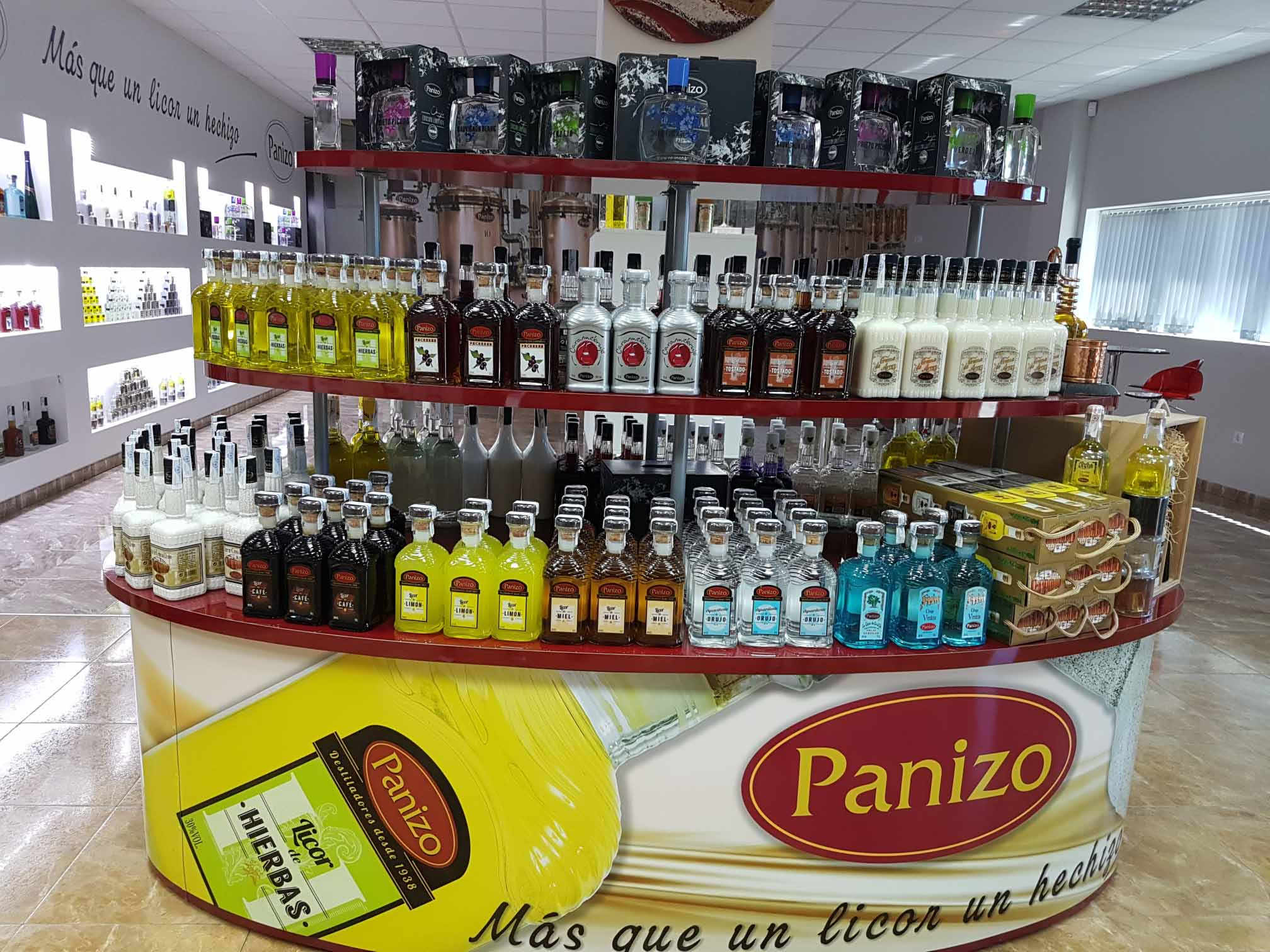
Gamma di liquori di orujo

L'orujo è una bevanda molto popolare in Cantabria e le sue origini risalgono al XIV secolo nella Valle di Liébana. Prima che il ministero delle Finanze spagnolo (Hacienda) introducesse l'obbligo di etichettatura e la relativa tassazione, la produzione era totalmente familiare e il consumo, di conseguenza, era molto più limitato e il prodotto non era praticamente commercializzato al di fuori di tale zona. Dopo la regolamentazione, sono scomparsi quasi tutti i piccoli produttori e si è passati a una produzione industriale da parte di aziende specializzate; l'orujo comunque si produce ancora in forma familiare, per consumo personale. 
Questa bevanda è molto popolare anche in altre zone del nord della Penisola iberica e in Galizia gode di una grande tradizione: l'orujo prodotto nella zona viene commercializzato con la denominazione specifica di Orujo di Galizia.
L'orujo si produce anche nella provincia di León, dove spicca la produzione di El Bierzo, e in quella di Zamora, specialmente nella regione montuosa di Sanabria. 
Allo stesso modo si produce in zone di montagna dell'Andalusia, come la Sierra de Segura, soprattutto nel paese di Vites (Santiago-Pontones).